# 曳舟川親水公園
曳舟川親水公園（ひきふねがわしんすいこうえん）は、東京都葛飾区にある都市緑地公園。区内の亀有から四つ木の間を流れていた曳舟川（葛西用水）の旧流路に沿った延長約3kmの敷地を持つ。敷地は亀有、四つ木のほかに白鳥も含んでいる。

## 歴史
曳舟川は、江戸時代に整備された本所上水（亀有上水）を発祥とするが、上水道としては1722年に供用が停止され、以後は農業用水として「古上水堀」の名で呼ばれるようになる。この時代に、船に結んだ紐を岸にいる人間が牽引する「曳舟」がおこなわれたことから「曳舟川」の異称がついた。
太平洋戦争後に下水道が整備されると曳舟川は埋め立てられた。川が姿を消した後に、旧流路に沿って公園が整備され、1990年5月28日に開設された。この整備は区の掲げた「水と緑と歴史のフィールドミユージアム」という流域再開発に沿ったもので、地元の自治会や葛飾区立郷土と天文の博物館の学芸員も協力している。かつての景観を再現する目的で、水路の法面は多くを土としている。こうした整備内容により、国土交通省より平成12年度の「手作り郷土賞」の一つに選定された。

## 施設
水遊び場、自然景観水路、芝生地などがある。水遊び場は3箇所に設置されている。

## アクセス
- 常磐緩行線亀有駅より徒歩15分
- 京成電鉄本線お花茶屋駅より徒歩8分